# Bayram Şit
Bayram Şit (Akşar, 1930 – 2019. május 29.) olimpiai bajnok török birkózó.

## Pályafutása
Az 1951-es alexandriai mediterrán játékokon aranyérmes lett. Az 1952-es helsinki olimpián szabadfogás, pehelysúlyban olimpiai bajnokságot nyert. Az 1954-es tokiói világbajnokságon ezüstérmet szerzett. Részt vett az 1956-os melbourne-i olimpián, ahol negyedik helyezést ért el.

## Sikerei, díjai
- Olimpiai játékok
  - aranyérmes: 1952, Helsinki
- Világbajnokság
  - ezüstérmes: 1954
- Mediterrán játékok
  - aranyérmes: 1951